# Samodzielny Batalion Kaczanowski
Samodzielny Batalion Kaczanowski (ros. Отдельный Качановский батальон, est. Katšanovi üksikpataljon) – ochotnicza jednostka wojskowa złożona z Rosjan w składzie armii estońskiej w latach 1919-1920
Wiosną 1919 r. na Pskowszczyźnie zaczęły powstawać antybolszewickie oddziały partyzanckie tzw. "zielonych". Dowódca jednego z oddziałów, działającego na obszarze kaczanowskiej wołosti, praporszczik Kaczanowski na pocz. czerwca nawiązał kontakt z estońskim oddziałem partyzanckim "Sakala" dowodzonym przez sztabkapitana Otto Oidermanna w celu prowadzenia wspólnych działań. Dzięki współpracy 6 czerwca zajęto bez walki wieś Kaczanowo, do której wkroczyły wkrótce wojska estońskie. Do końca lipca cały obszar kaczanowskiej wołosti został oswobodzony od bolszewików. W sierpniu 1919 r. część Rosjan walczących na Pskowszczyźnie, po upadku idei powołania samodzielnej Republiki Pskowskiej, wstąpiła do Armii Północno-Zachodniej, w ramach której sformowano Batalion Kaczanowski w składzie Samodzielnej Brygady gen. Kazimira A. Jeżewskiego. Natomiast 17 września w armii estońskiej rozkazem głównodowodzącego gen. Johana Laidonera został utworzony Samodzielny Batalion Kaczanowski (pięć kompanii piechoty, kompania karabinów maszynowych, pluton gospodarczy, pododdział niebojowy, pododdział służby łączności, pododdział konnych i pieszych wywiadowców). Liczył ok. 1 tys. ludzi. Byli to głównie b. rosyjscy partyzanci i zmobilizowani chłopi kaczanowskiej wołosti, a także niektórzy żołnierze estońskich 6 i 7 pułków piechoty, pochodzący z peczorskiego ujezdu. Batalion był podporządkowany 2 Dywizji Piechoty. 2 października na czele batalionu stanął Estończyk kpt. Artur Sauselg. W tym samym czasie sformowano też Kaczanowską Baterię Artylerii Lekkiej (4 działa). Pod koniec września kaczanowcy trafili na front. Od pocz. października uczestniczyli wespół z partyzanckim oddziałem Stanisława Bułak-Bałachowicza w natarciu na Ostrów, zaś pod koniec października we współdziałaniu z 3 pułkiem piechoty w celu wsparcia 3 Dywizji. Do końca grudnia batalion poniósł łączne straty w wysokości 78 zabitych, rannych i zaginionych. Na pocz. stycznia 1920 r. oddział wziął udział w działaniach wojskowych 2 Dywizji. Po zawarciu pokoju między władzami bolszewickimi i Estonią 2 lutego, batalion został rozformowany. Część żołnierzy wstąpiła do innych estońskich oddziałów wojskowych, ale po 1922 r., kiedy zaczęły obowiązywać egzaminy ze znajomości języka estońskiego, większość z nich odeszła.